# Copa CEMAC de 2005
La Copa CEMAC 2005 fue la segunda edición del torneo de fútbol a nivel de selecciones nacionales de África Central organizado por la UNIFFAC y que contó con la participación de seis países afiliados.
Camerún venció a Chad en la final en Libreville para ganar su segundo título consecutivo.

## Fase de grupos

### Grupo A
| País                     | PTS | J | G | E | P | GF | GC |
| ------------------------ | --- | - | - | - | - | -- | -- |
| Gabón                    | 6   | 2 | 2 | 0 | 0 | 5  | 0  |
| Congo                    | 3   | 2 | 1 | 0 | 1 | 1  | 1  |
| República Centroafricana | 0   | 2 | 0 | 0 | 2 | 0  | 5  |

| 3-2-2005 | Gabón                    | 4–0 | República Centroafricana |
| 6-2-2005 | República Centroafricana | 0–1 | Congo                    |
| 8-2-2005 | Congo                    | 0–1 | Gabón                    |

### Grupo B
| País              | PTS | J | G | E | P | GF | GC |
| ----------------- | --- | - | - | - | - | -- | -- |
| Camerún           | 4   | 2 | 1 | 1 | 0 | 4  | 1  |
| Chad              | 2   | 2 | 0 | 2 | 0 | 1  | 1  |
| Guinea Ecuatorial | 1   | 2 | 0 | 1 | 1 | 0  | 3  |

| 3-2-2005 | Chad              | 1–1 | Camerún           |
| 5-2-2005 | Camerún           | 3–0 | Guinea Ecuatorial |
| 8-2-2005 | Guinea Ecuatorial | 0–0 | Chad              |

## Fase Final
|  | Semifinales               | Semifinales               |   |                           | Final                     | Final |  |
|  |                           |                           |   |                           |                           |       |  |
|  |                           |                           |   |                           |                           |       |  |
|  | Libreville, 10 de febrero |                           |   |                           |                           |       |  |
|  | Gabón                     | 0                         |   |                           |                           |       |  |
|  | Chad                      | 2                         |   |                           |                           |       |  |
|  |                           |                           |   |                           |                           |       |  |
|  |                           |                           |   |                           | Libreville, 12 de febrero |       |  |
|  |                           |                           |   |                           | Chad                      | 0     |  |
|  |                           | Camerún                   | 1 |                           |                           |       |  |
|  |                           |                           |   |                           |                           |       |  |
|  |                           |                           |   |                           |                           |       |  |
|  |                           |                           |   |                           | Tercer lugar              |       |  |
|  | Libreville, 10 de febrero | Libreville, 10 de febrero |   | Libreville, 12 de febrero | Libreville, 12 de febrero |       |  |
|  | Camerún (DP 4-3)          | 0                         |   | Gabón                     | 2                         |       |  |
|  | Congo                     | 0                         |   |                           | Congo                     | 1     |  |

## Campeón
| Copa CEMAC 2005    |
| ------------------ |
| Bandera de Camerún |
| Camerún 2º Título  |